# Галатищка кула
Галатищката кула (на гръцки: Πύργος της Γαλάτιστας) е средновековно отбранително съоръжение, разположено на Халкидическия полуостров в градчето Галатища, Гърция.

## Местоположение
Кулата е построена на хълм, който в миналото е бил заобиколен от гора, в центъра на Галатища.

## История
Кулата е изградена в XIII – XIV век във венециански стил и се смята, че е дала името на Галатища – преводът на Serenissima Repubblica di Venezia на гръцки е Γαληνοτάτη Δημοκρατία της Βενετίας.
Според други източници кулата е от палеологово време. В 1981 година кулата е обявена за защитен паметник на културата.
В периода 1995 - 1996 година Десета ефория за старините извършва реставрационни работи на кулата. Поставен е дървен таван, дюшеме, поставени са стъкла в прозорците и е изградена стълба към повдигнатия вход.

## Описание
Кулата в Галатища прилича на Врастенската кула във Врасна (Враста), Айвасилската в Агиос Василиос, Милутиновата в Хилендар, Пиргудийската в метоха Пиргудия и на Хрельовата в Рилския манастир. Служи като крепост, стражева кула и възможно и като затвор. Чрез изпращане на светлинни сигнали към хълмовете (думби), сигнализира полските села. 
Кулата е мощна правоъгълна сграда. Изградена е от камък и глина. От всяка страна има дълъг тесен процеп и малки прозорци. Вътре има дървено стълбище, което води до малки помещения с прозорци.